# 이규경
이규경(李圭景, 1788년 8월 5일 ~ 1856년 5월 16일)은 조선 후기의 실학자이다. 본관은 전주(全州), 자(字)는 백규(伯揆), 아호(雅號)는 오주(五洲)·소운거사(嘯雲居士)이다. 규장각 검서관을 지낸 이덕무(李德懋)의 손자이다.

## 생애
이규경은 평생 저술에 힘썼으며 19세기 최고의 백과사전이라는 평을 듣는 《오주연문장전산고(五洲衍文長箋散稿)》를 출간하였다. 친조부 이덕무처럼 학자로서 활동적이던 이규경은 벼슬에는 전혀 나가지 않고, 재야에서 한국과 중국의 많은 서적을 읽고 천문·지리·역사·문학·종교·서화·풍속 등 모든 학문을 깊이 연구하였다. 《오주연문장전산고》, 《오주서종박물고변》 등의 업적을 남겼다.

## 평가
할아버지 이덕무가 이룩해 놓은 실학을 이어받아 조선 후기의 실학 발전에 크게 이바지하였다.

## 저서
- 《오주연문장전산고(五洲衍文長箋散稿)》 60권 (백과사전)
- 《오주서종박물고변》
- 《오주서종신기화법(五注書種神機火法)》

## 가계
- 조부 : 이덕무(李德懋, 1741년 6월 11일 ~ 1793년 1월 25일), 검서관, 현령
- 조모 : 숙인(淑人) 수원(水原) 백씨(白氏, 1741년 2월 27일 ~ 1817년 3월 21일), 동지중추부사 백사굉(白師宏, 1721년 ~ 1792년)의 따님
  - 부 : 이광규(李光葵, 1765년 6월 21일 ~ 1818년 12월 1일), 검서관, 현감
  - 모 : 동래(東萊) 정씨(鄭氏, 1764년 ~ 1839년 2월 9일)
    - 본인 : 이규경(李圭景, 1788년 8월 5일 ~ 1856년 5월 16일)
    - 아내 : 함안(咸安) 조씨(趙氏, 1786년 8월 25일 ~ 1833년 1월 29일), 조수진(趙秀鎭)의 따님
      - 장자 : 이종효(李鍾斆, 1813년 1월 19일 ~ 1877년 9월 13일)
      - 자부 : 연일(延日) 정씨(鄭氏, 1817년 ~ 1876년 7월 10일), 정긍환(鄭兢煥)의 따님
        - 손자 : 이장한(李章漢, 1843년 11월 17일 ~ 1898년 7월 17일)
        - 손자부 : 연일(延日) 정씨(鄭氏), 정사룡(鄭士龍)의 따님

      - 장녀 : 전주(全州) 이씨(李氏)
      - 사위 : 황□□(黃□□), 본관 창원(昌原), 찰방 황제(黃稊)의 아들[4]
      - 서자 : 이종영(李鍾榮, 1838년 8월 14일 ~ 1881년 6월 16일), 이규락(李圭洛)에게 양자로 감
      - 자부 : 청송(靑松) 심씨(沈氏), 심계남(沈啓南)의 따님
        - 손자 : 김익한(金益漢, 1869년 9월 15일 ~ ?)
        - 손자부 : 밀양(宻陽) 박씨(朴氏, 1873년 4월 24일 ~ ?), 박홍근(朴弘根)의 따님

    - 남동생 : 이규정(李圭井, 1796년 11월 4일 ~ 1834년 3월 9일), 무과
    - 남동생 : 이규달(李圭達, 1801년 3월 21일 ~ 1860년 2월 27일)

## 이규경을 연기한 배우

### TV 시리즈
- 이낙훈 - 《조선왕조 오백년 - 대원군》(1990년, MBC 문화방송)